# دين جونسون (لاعب كرة قاعدة)
دين جونسون (بالإنجليزية: Dane Johnson)‏ هو لاعب كرة قاعدة أمريكي، ولد في 10 فبراير 1963 في كورال غيبلز في الولايات المتحدة.

## وصلات خارجية
- دين جونسون على موقع دوري كرة القاعدة الرئيسي (الإنجليزية)
- دين جونسون على موقعبيزبول رفرنس.كوم (الدوري الرئيسي) (الإنجليزية)
- دين جونسون على موقعبيزبول رفرنس.كوم (الدوري الثانوي) (الإنجليزية)
- دين جونسون على موقع إي إس بي إن.كوم (أم.أل.بي) (الإنجليزية)
- دين جونسون على موقع مشجعي الرسوم البيانية (الإنجليزية)